# Dudo (Paderborn)
Dudo († 26. Juli 957) war von 935 bis zu seinem Tod Bischof von Paderborn.

## Leben
Die urkundliche Überlieferung zu Dudo setzt am 2. April 940 ein. In dieser von König Otto I. ausgestellten Urkunde wurde die freie Wahl einer Äbtissin konzediert, was der König nach eigener Aussage in einer von ihm ausgestellten weiteren Urkunde, erst zum zweiten Mal tat. 
Am 25. September 940 nahm der König auf Bitten Dudos das von „Meresuit“ in „Scildice“ zu Ehren der hl. Maria erbaute Kloster in seinen Schutz. Auch hier wurde die freie Äbtissinnenwahl eingeräumt.
Am 7. Januar 941 bestätigte Otto in Dahlum die Gründung des Klosters Heerse. Diesem wurde gleichfalls die freie Äbtissinnenwahl unter Beratung mit dem jeweiligen Paderborner Bischof gewährt. Ebenso auf Bitten des Bischofs wurde die Jurisdiktion des Bistumsvogts über die stiftischen Untertanen von Neuenheerse zugesichert. 
Auf Bitten des Bischofs Dudo und der Königin Edgitha bestätigte König Otto am 10. Januar 941 zu Quedlinburg dem im Paderborner Kirchensprengel liegenden Damenstift Herford (Herisi) seine Privilegien, darunter wiederum die freie Äbtissinnenwahl unter der Voraussetzung, der Bischof stimme dieser zu, und die Befreiung von fremden Gerichten.
946 folgte die Stiftung des Frauenstifts Geseke, damals noch am Rande des Paderborner Gebietes, später Teil des kölnischen Herzogtums Westfalen. Dudo erbat zusammen mit der Stifterin bei König Otto die Bestätigung und Privilegierung des Stifts Schildesche.
Dudo nahm 948 an der Universalsynode von Ingelheim teil; neben ihm nahmen dort die Bischöfe Duodo von Osnabrück (918–949), Eberis von Minden (927–950) und Hildebald von Mimigaresvord (941–969) teil. In einer königlichen Urkunde vom 1. Juni 949 für das Kloster Prüm erscheint der Bischof als Zeuge. 950 hielt er sich am Königshof in Quedlinburg auf. Mit Urkunde vom 15. April nahm der König das Kloster zu Angari in seinen Schutz. Dies geschah mit Beirat Dudos sowie der besagten Bischöfe von Osnabrück und Mimigardevord. Es erhielt die freie Wahl des Propstes.
952 weihte er zusammen mit anderen Bischöfen, nämlich Helmwald von Minden (950–958) und Drogo von Osnabrück (949–967), den Dom zu Minden.